# Rie Tanaka
Rie Tanaka (田中 理恵 Tanaka Rie?) (Sapporo, Hokkaidō, 3 de enero de 1979) es una seiyū y cantante japonesa.

## Biografía
Siempre le gusto las ilustraciones y dibujos de mangas, y en general de animación japonesa, por lo cual decidió probar suerte como actriz de doblaje de series, participando en varios concursos de manga en secundaria. Al graduarse de la secundaria Tanaka se mudó a la capital de Tokio e ingresó en el instituto de animación en Yoyogi, y estudio para convertirse en doblista de series de animación. Mientras atendía aquí, también tuvo la oportunidad de debutar como cantante mientras estudiaba, grabando algunas colaboraciones para el segundo álbum del proyecto llamado Eien no Shinyuu.
Su debut en una animación fue en el anime llamado Dual! Parallel Trouble Adventure de 1999, donde interpretó a la heroína de la serie Mitsuki Sanada, y gracias a esto conoció a su futura gran amiga Megumi Toyoguchi, que también participaba en dicha serie, y con quién más tarde compartiría muchos otros trabajos. La serie en la que sin embargo se dio a conocer de forma más clara fue Steel Angel Kurumi, donde aparte de doblar también cantó "Kiss Kara Hajimaru Miracle", tema de la serie.
Tanaka comenzó a hacerse conocida principalmente por sus roles dentro de las gamas de Gundam Seed y más adelante con Gundam Seed Destiny, Chobits y Futari wa Pretty Cure; posteriormente, hizo voces y soundtracks de videojuegos, uno de ellos fue Rockman Zero (MegaMan Zero), donde hizo la voz de la Doctora Ciel.
Tanaka se casó con su compañero Seiyū Koichi Yamadera el 17 de junio de 2012, sin embargo, el día 3 de agosto de 2018 anunciaron su divorcio después de 6 años de unión, ambos decidieron continuar sus caminos por separado, esperando que sus seguidores los sigan apoyando.

## Carrera musical
Las primeras incursiones como cantante de Rie surgieron en 1999; incluso antes que realizara su debut como seiyū, ya había grabado sus primeras canciones en estudios. Sus discos lanzados fueron drama CD titulados "Club Rie-Rie", y que fueron divididos en dos partes. Estos discos eran prácticamente puros registros de voz de Rie, pero también incluídan algunas canciones; pero aun así no son considerados como álbumes musicales.
El álbum "garnet", lanzado en febrero del 2001, es considerado el primer disco como cantante de Rie, aunque no oficialmente. La promoción para este trabajo fue absolutamente nula, y no tuvo ninguna repercusión en la carrera de Rie, pasando rápidamente al olvido.
Su carrera musical comenzó a proliferar de manera más seria al comenzar a cantar para la serie de anime de CLAMP llamado Chobits, bajo la sombra de Chii, personaje principal de esta serie donde Rie realiza los doblajes, que alcanzó niveles de popularidad que no se esperaban. En el 2002 entra al sello Victor Entertainment y lanza su primer sencillo "Raison d'être" al mercado, tema que fue utilizado también como el primer tema de cierre de Chobits. Tres meses después lanza "Ningyo Hime", segundo ending de la serie y sencillo que se convierte en uno de los temas preferidos por los fanáticos de la serie que interpreta Rie, aparte de también el primer tema para el cual graba un video musical.
A comienzos del 2003 Rie lanza su álbum "24 wishes" al mercado, el cual es considerado su primer disco a pesar de que otros fueron lanzados antes de comenzar la carrera de canto algo más en serio. Todas las promociones asociadas al álbum estuvieron relacionadas con la serie Chobits, ya que aparte de los dos sencillos anteriores que fueron parte de la animación, otros varios temas también fueron temas de ambientación de Chii. Este mismo año su carrera musical toma otros rumbos, cuando también comienza a cantar temas para el anime Gundam Seed, a nombre de Lacus Clyne. Sony Music, quien tenía era el encargado de la música para esta serie, le concedió a Rie y Victor los derechos para utilizar la música que genuinamente les pertenecía a ellos, para posteriormente lanzar el Ep "Chara de Rie", que incluyó temas tanto de Chobits como Gundam. Posteriormente también grabó algunos temas para la continuación de Gundam Seed, Gundam Seed Destiny, con música mucho más orientada al Pop idol como la versión nueva de "Shizuka na Yoru ni" llamada "Quiet Night C.E.73", "EMOTION", y la balada "Fields of hope". Estos temas fueron posteriormente incluidos en compilaciones de Gundam.
La carrera musical de Rie tuvo actividad regular entre el 2002 y 2003, y desde esa fecha no ha hecho lanzamiento de ningún otro disco -ya sea sencillo o álbum- bajo su nombre, aunque si ha grabado algunos temas para ciertos animes donde ha participado también el doblaje de alguno de los personajes.

## Discografía

### Sencillos
1. Raison d'etre (22 de mayo de 2002)
2. Ningyo Hime (ニンギョヒメ?) (21 de agosto de 2002)

#### Otros
- Say Over (Rie Tanaka & Tsugumi Higasayama) (24 de abril de 2002)

### Álbumes
1. garnet (7 de febrero de 2001)
2. 24 wishes (3 de enero de 2003)
3. Chara de Rie (10 de septiembre de 2003)

#### Drama CD
- Club Rie-Rie #1 (21 de agosto de 1999)
- Club Rie-Rie #2 (20 de noviembre de 1999)

### Canciones para Animes
Varios de estos temas no han sido incluidos en discos de la artista, sino en compilaciones de dichas series, sencillos, etc.
Chobits
Varios de estos temas acreditan a Rie como Chii (ちぃ?), personaje que interpreta en este anime.
- Raison d'etre
- Ningyo Hime (ニンギョヒメ?)
- I hear you everywhere (Chii ver.)
- Hitomi no Tunnel (瞳のトンネル Hitomi no Tonneru?)
- Shiranai Sora (知らない空?)
- Katakoto no Koi (かたことの恋?) (Chii ver.)
- Soshite Sekai wa Kyou mo Hajimaru (そして世界は今日も始まる?) (Chii ver.)
- Let Me Be With You - Round Table feat. Chii

Gundam Seed
- Shizuka na Yoru ni (静かな夜に?)
- Mizu no Akashi (水の証?)

Gundam Seed Destiny
- Fields of hope
- EMOTION
- Quiet Night C.E.73

Hayate no Gotoku
- Karakoi ~Dakara Shoujo wa Koi wo Suru~ feat. Kugimiya Rie
- After 0:00 feat. Kugimiya Rie

Ring ni Kakero
- Asu he no Toushi ~Kiku's version

## Roles interpretados
1999
- Dual! Parallel Trouble Adventure - Mitsuki Sanada.
- Steel Angel Kurumi - Saki.

2000
- Miami Guns - Musume Kaken.

2001
- Angel Tales - Ran (Pez Dorado).
- Steel Angel Kurumi - Saki.
- Sadamitsu the Destroyer - Yayoi Kamishiro.
- Hanaukyo Maid Tai - Mariel.
- Azumanga Daioh - Koyomi Mizuhara.
- ATASHIn'CHI - Fubuki Haruyama.
- Gundam Seed - Lacus Clyne.
- Chobits - Chii.
- .hack//SIGN - Morgana.
- UFO Ultramaiden Valkyrie - Sanada-san.
- Rizelmine - Kyoko Yachigusa.

2003
- Uchū no stellvia - Akira Kayama.
- Angel Tales - Ran (Pez Dorado).
- D.N.Angel - Towa no Shirube.
- Full Metal Panic! - Ren Mikihara.
- UFO Ultramaiden Valkyrie - Sanada-san.

2004
- Gundam Seed Destiny - Lacus Clyne, Mia Campbell.
- BURN-UP SCRAMBLE - Matsumi Tamagawa.
- Burst Angel - Sei.
- Hanaukyo Maid Tai La Verite - Mariel.
- Ring ni kakero - Kiku Takane.
- Yu-Gi-Oh! - Vivian Won.
- Rozen Maiden - Suigintou.
- Rockman Zero - Dr. Ciel

2005
- Jigoku Shōjo - Akane Sawai.
- Futari wa Pretty Cure - Hikari Kujou.
- Mai-Otome - Tomoe Marguerite.
- Rozen Maiden - Suigintou.

2006
- Air Gear - Simca de los pájaros migratorios.
- Reborn! - Bianchi.
- The Third - Filla Marick.
- The Third - Marique Filler.
- Good Witch of the West Astraea Testament - Leandra Chevia.
- Pokémon - Saori.
- Ring ni kakero - Kiku Takane.
- Shōnen Onmyōji - Tenitsu.
- Shin Megami Tensei: Persona 3 - Mitsuru Kirijo

2007
- Kara no Kyoukai - Fuyou Kirie
- KimiKiss - Eriko Futami.
- Hayate no Gotoku! - Maria.
- Moonlight Mile - Riyoko Ikeuchi.

2008
- Akaneiro ni Somaru Saka - Mitsuki Shina
- Kimi ga Aruji de Shitsuji ga Ore de - Ageha.
- Strike Witches - Minna-Dietlinde Wilcke.
- Touhou Musou Kakyou - Izayoi Sakuya
- Toradora! - Koigakubo Yuri
- Fantasy Cards School Again - Shura Yumiko

2009
- CANAAN - Liang Qi
- Hayate no Gotoku 2nd Season! - Maria.
- Tears to Tiara - Octavia
- Queens Blade Gyokusa - Niphx

2010
- Fantasy Cards Univercity Again - Shura Yumiko, Selena Masaki
- Chichi bin Tarika - Gokuraku Parodius (Machine Slot)
- Arakawa Under the Bridge - Shimazaki
- Shinryaku! Ika Musume - Chizuru Aikawa
- MM! - Michiru Onigawara
- Hyperdimension Neptunia (PS3) - Neptune/Purple Heart

2011
- C3 Cube X Curse X Curious - Alice.
- Hyperdimension Neptunia mk2 - Neptune/Purple Heart
- Queens Gate Spiral Of Chaos - Niphx/Mina Majikina.

2012
- Persona 4 Arena - Mitsuru Kirijo
- Hyperdimension Neptunia Victory - Neptune/Purple Heart
- Hatsukoi Limited. - Misaki Yamamoto

2013
- Rozen Maiden: Zurückspulen - Suigintou.
- Hyperdimension Neptunia: The Animation - Neptune/Purple Heart.

2014
- Rozen Maiden: Wechseln Sie Welt ab - Suigintou
- Hyperdimension Neptunia U: Action Unleashed - Neptune/Purple Heart

2017
- Cyberdimension Neptunia: 4 Goddesses Online - Neptune/Purple Heart

Videojuegos
- Gothic wa Mahou Otome como Suigintou
- Drakengard 3 como One
- Granblue Fantasy como Rosetta
- Honkai Impact 3rd como Murata Himeko.[5]
- Fate/Extra CCC como Sesshōin Kiara.
- Fate/Grand Order como Sesshōin Kiara.
- NioH como Yuki-Onna.
- NioH 2 como Nōhime.
- Girls 2 battle como Saint
- Azur Lane como Duke of York.
- Genshin Impact como Lisa.
- Illusion Connect como Ion.
- Guardian Tales como Verónica, la arciprestetisa de Elegido
- Magia Record como Minou.
- Honkai: Star Rail como Himeko.
- Final Fantasy XIV como Garuda, Sadu y Ameliance.
- Blue Archive como Mimori Mizuha